# Yaacov Lozowick
Yaacov Lozowick, född 1957 i Bad Kreuznach, är en israelisk historiker, som disputerade vid Hebreiska universitetet i Jerusalem 1995. Mellan 1993 och 2007 var han direktor för arkivavdelningen vid Yad Vashem. Sedan 2011 är Lozowick direktor för Israels Statsarkiv.